# Prélude et fugue en fa dièse mineur (BWV 883)
Le Clavier bien tempéré II
Pour un article plus général, voir Le Clavier bien tempéré.
Le prélude et fugue en fa-dièse mineur, BWV 883 est le quatorzième prélude et fugue du second livre du Clavier bien tempéré de Jean-Sébastien Bach, compilé de 1739 à 1744.
Ce diptyque est considéré par beaucoup comme le plus beau du livre II. Le prélude déroule ses guirlandes mélodiques comme une sublime rêverie et s'accorde parfaitement à l'unique triple-fugue du second livre — aussi géniale que la fugue en ut-dièse mineur du premier livre — d'une clarté de conception et de texture ce qui en fait l'une des fugues les plus parachevées.

## Prélude
Le prélude, noté 
, totalise 43 mesures. « Dans sa sérénité grandiose c'est l'une des plus belles pages de ce second livre » et parmi les plus émouvantes,.
Le prélude, à trois voix, est une sorte d'arioso structuré en forme sonate, dont la première section s'arrête sur un point d'orgue. Un petit pont, à la basse (mesure 29), amène la réexposition du thème au ton. La dernière mesure s’éclaircit par une cadence picarde, où somme le la . 
Le mélange des rythmes binaires et ternaires (dont la superposition ne se présente que mesure 15) a été comparé au Benedictus de la Messe en si et à l'allemande de la partita en ré (BWV 828).

## Fugue
La fugue à trois voix, est notée  et totalise 70 mesures. 
À son propos, Busoni disait : « Avec toute l’expérience dont elle nous livre les trésors, elle sait rester d'une merveilleuse jeunesse ; ni l'intellect, ni le sentiment ne cherchent à se nuire l'un à l'autre ». Caractéristique de la maturité de Bach, il écrit une pièce savante, mais avec une clarté de conception et de texture qui en fait l'une des fugues les plus parachevées de la collection.
C'est la seule triple fugue du recueil, comme il l'avait déjà fait pour la fugue à cinq voix du premier livre. Le sujet principal est combiné à deux autres (contre-)sujets, aux mesures 55, 60 et 67. Le sujet est formé de quinze notes, tout en intervalles disjoints : arpège de tonique descendant, puis saut de sixte avec trois séquences de suspensions dissimulées dès qu'il se mêle à la réponse. Ce jeu de séquences devient parfaitement explicite dans la combinaison avec le second contre-sujet tout en doubles-croches.
Passé l'exposition (mesure 11), Bach mêle le sujet à des renversements de sa tête dans un premier divertissement : recto (mesures 9–10), inverso (mesures 10–12), puis combine les deux (mesure 13–15).

Le premier contre-sujet apparaît mesure 20. Il est court et immédiatement combiné à lui-même avec différents canons. Dans le second divertissement Bach combine, le premier contre-sujet en canon, le renversement de sa tête (soprano) et le sujet (alto mesure 29, puis basse mesure 34). Sur la copie de Schwencke, un mordant figure sur la seconde note. Il permet de mettre ce nouveau sujet en valeur dans la trame contrapuntique.
Le second contre-sujet apparaît mesure 36, lors de la double exposition et « ne cesse plus dès qu'il est entré » engendrant toute la partie centrale de la fugue,. Il est combiné avec lui-même et le renversement de la tête du sujet.

Lors de la contre-exposition (mesure 51), le sujet sonne d'abord à alto, puis le contrepoint alterne avec les trois éléments, climax autant structurel qu'émotionnel, superposant d'abord soprano (sujet), basse (2e contre-sujet), alto (1er c-s) ; puis basse (sujet), soprano (2e c-s), alto (1er c-s) ; et enfin soprano (sujet), alto (2e c-s), alto (1er c-s), chacun montrant sa propre individualité.

## Manuscrits
Les manuscrits considérés comme les plus importants sont de la main de Bach lui-même ou d'Anna Magdalena. Ils sont :
- source « A », British Library Londres (Add. MS. 35 021), compilé dans les années 1739–1742[13]. Comprend 21 paires de préludes et fugues : il manque  ut  mineur, ré majeur et fa mineur (4, 5 et 12), perdues[13] ;
- source « B », Bibliothèque d'État de Berlin (P 430), copie datée de 1744, de Johann Christoph Altnikol[14]. Dans sa copie Altnickol, substitue aux mesures 7 et 8, les triples par un triolet[7].

## Postérité
Théodore Dubois en a réalisé une version pour piano à quatre mains, publiée en 1914.
Heitor Villa-Lobos en a arrangé le prélude pour un orchestre de violoncelles à la demande du violoniste Antonio Lysy et publié chez Max Eschig,. Il place le prélude no 22 en premier et alterne quatre fugues avec deux autres préludes : Fugue no 5 (livre I), le présent Prélude no 14, Fugue no 1 (livre I), Prélude et fugue no 8 (livre I), Fugue no 21 (livre I).